# Hydrodendron negligens
Hydrodendron negligens är en nässeldjursart som först beskrevs av John Fraser 1938.  Hydrodendron negligens ingår i släktet Hydrodendron och familjen Haleciidae. Inga underarter finns listade i Catalogue of Life.